# Автошлях B57 (Німеччина)
Федеральна траса 57 (Б 57 нім. Bundesstraße 57) — федеральна автомагістраль у Німеччині. Він проходить трьома ділянками від Клеве до Рейнберга, в межах Крефельда та від Менхенгладбаха через Аахен до бельгійського кордону в Кепфхені.

## Історія

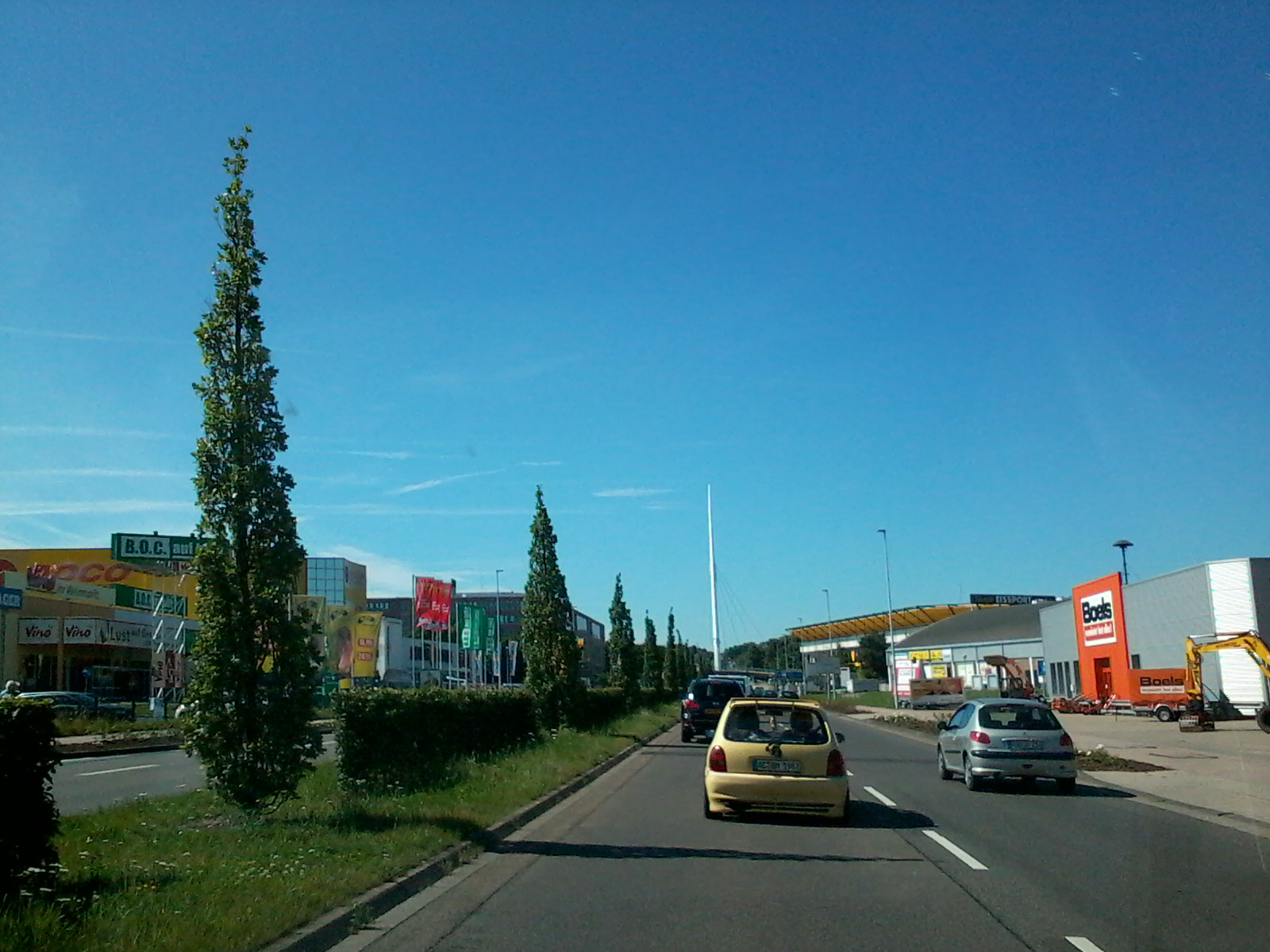
B57 в Ааахені

Походження федерального шосе сягає французького правління в епоху Наполеона. У 1795 році будівництво прямої дороги Route d'Aix la Chapelle á Crefeld почалося частинами і завершилося в 1812 році. Він являв собою пряме сполучення між столицею департаменту Ахеном і Крефельдом.

## Маршрут
У 1839 році сьогоднішній Б 57 створена прусською адміністрацією як Aachen-Krefelder Landstraße. У 1932 році ця сільська дорога між Аахеном і Мерсом стала магістральною дорогою 57 (FVS 57), перейменована на Reichsstraße 57 у 1934 році. Ця Рейхштрассе була розширена в 1937 році на північ через Ксантен до Клеве, а в 1940 році після німецької окупації Бельгії на південь через Ойпен, Мальмюнд, Люксембург, Діденгофен (з’єднання з R 327) і Мец до Хемінгена.